# Коробченко, Владимир Семёнович
Владимир Семёнович Коробченко (29 сентября 1941 — 3 января 2012) — российский учёный, генеральный директор и главный конструктор ОАО «СКБ «Турбина».

## Биография
Родился в Челябинске. В 1963 году окончил Челябинский политехнический институт (автотракторный факультет, специальность «двигатели транспортных машин»). Был направлен на ЧТЗ инженером-конструктором по разработке специальных двигателей.
С 1970 г. работал в СКБ «Турбина»:
- 1970—1975 инженер-конструктор;
- 1975—1977 начальник конструкторского отдела;
- 1981—1988 заместитель главного конструктора;
- 1988—1992 начальник, затем директор СКБ;
- 1992—2003 директор — главный конструктор ФГУП "СКБ «Турбина»
- с 2003 генеральный директор — главный конструктор ОАО "СКБ «Турбина».

Под его руководством осуществлена реорганизация СКБ, которое внесло весомый вклад в создание ряда новейших изделий и комплексов специального назначения, в повышение обороноспособности страны.
Публиковался в периодических технических изданиях СССР (5 статей в 1975—1990 годы), автор 17 изобретений.

## Награды и признание
- Орден Трудового Красного знамени (1989).
- Заслуженный машиностроитель Российской Федерации (Указ Президента РФ от 22.10.1996 N 1486).